# Bologna Football Club 1959-1960
Questa pagina raccoglie i dati riguardanti la Bologna Football Club nelle competizioni ufficiali della stagione 1959-1960.

## Stagione
Il Bologna nella stagione 1959-1960 è stato allenato da Federico Allasio ed ha preso parte al campionato di Serie A, classificandosi al quinto posto. Lo scudetto venne vinto dalla Juventus con 55 punti davanti alla Fiorentina con 47 punti ed al Milan con 44 punti. Nel Bologna sono arrivati a segnare in doppia cifra Gino Pivatelli autore di 14 reti e Sergio Campana con 10 reti. Sono retrocesse in Serie B il Palermo con 27 punti, l'Alessandria con 25 punti ed il Genoa con 18 punti. In Coppa Italia il Bologna è stato eliminato dalla Lazio perdendo (2-3) in casa ai quarti di finale, dopo aver eliminato agli ottavi di finale il Napoli per (1-0).

## Divise
| Casa | Trasferta | Portiere |

## Rosa
| N. |                    | Ruolo | Calciatore                |
| -- | ------------------ | ----- | ------------------------- |
|    | Italia (bandiera)  | P     | Attilio Santarelli        |
|    | Italia (bandiera)  | P     | Anselmo Giorcelli         |
|    | Italia (bandiera)  | D     | Paride Tumburus           |
|    | Italia (bandiera)  | D     | Mirko Pavinato (capitano) |
|    | Italia (bandiera)  | D     | Giovanni Mialich          |
|    | Italia (bandiera)  | D     | Battista Rota             |
|    | Italia (bandiera)  | D     | Carlo Furlanis            |
|    | Italia (bandiera)  | D     | Fedele Greco              |
|    | Italia (bandiera)  | D     | Franco Marini             |
|    | Italia (bandiera)  | D     | Bruno Capra               |
|    | Italia (bandiera)  | C     | Giacomo Bulgarelli        |
|    | Uruguay (bandiera) | C     | Ettore De Marco           |

| N. |                   | Ruolo | Calciatore          |
| -- | ----------------- | ----- | ------------------- |
|    | Italia (bandiera) | C     | Romano Fogli        |
|    | Italia (bandiera) | C     | Luciano Bonfada     |
|    | Italia (bandiera) | C     | Eugenio Fascetti    |
|    | Italia (bandiera) | C     | Mario Rossini       |
|    | Italia (bandiera) | A     | Gino Pivatelli      |
|    | Italia (bandiera) | A     | Sergio Campana      |
|    | Italia (bandiera) | A     | Cesarino Cervellati |
|    | Italia (bandiera) | A     | Ezio Pascutti       |
|    | Italia (bandiera) | A     | Antonio Renna       |
|    | Italia (bandiera) | A     | Bruno Nardi         |
|    | Italia (bandiera) | A     | Claudio Veronesi    |

## Risultati

### Serie A

#### Girone di andata
| Arbitro: | Campanati (Milano) |

|            |           |                    |
| Campana 5’ | Marcatori | 41’ (aut.) Mialich |

| Arbitro: | Moriconi (Roma) |

|  |           |                           |
|  | Marcatori | 43’ Campana 85’ Pivatelli |

| Arbitro: | Bonetto (Torino) |

|                                 |           |           |
| Pascutti 53’ Pivatelli 82’, 84’ | Marcatori | 16’ Orzan |

| Arbitro: | Ferrari (Milano) |

|            |           |             |
| Tacchi 31’ | Marcatori | 5’ Pascutti |

| Arbitro: | Angelini (Firenze) |

|                  |           |  |
| Demarco 13’, 42’ | Marcatori |  |

| Ferrara 25 ottobre 1959 6ª giornata | SPAL             | 0 – 0 | Bologna | Stadio Comunale\| Arbitro: \| Jonni (Macerata) \| |
| Arbitro:                            | Jonni (Macerata) |       |         |                                                   |

| Arbitro: | Genel (Trieste) |

|                                 |           |             |
| Pivatelli 10’, 34’ Pascutti 78’ | Marcatori | 84’ Greatti |

| Arbitro: | Orlandini (Roma) |

|                                      |           |                 |
| Pivatelli 5’ (rig.) 74’ Pascutti 30’ | Marcatori | 3’, 38’ Charles |

| Arbitro: | Marchese (Napoli) |

|            |           |  |
| Ocwirk 66’ | Marcatori |  |

| Arbitro: | Lo Bello (Siracusa) |

|                          |           |             |
| Lindskog 61’ Firmani 65’ | Marcatori | 22’ Campana |

| Arbitro: | De Robbio (Torre Annunziata) |

|  |           |           |
|  | Marcatori | 58’ Conti |

| Arbitro: | Jonni (Macerata) |

|               |           |                       |
| Selmosson 58’ | Marcatori | 62’ Demarco 77’ Renna |

| Arbitro: | Moriconi (Roma) |

|             |           |  |
| Bettini 54’ | Marcatori |  |

| Arbitro: | Liverani (Torino) |

|                                                    |           |                |
| Pascutti 35’, 55’ Campana 39’ Beltrandi 68’ (aut.) | Marcatori | 61’ Di Giacomo |

| Arbitro: | Lo Bello (Siracusa) |

|  |           |                                         |
|  | Marcatori | 33’ Grillo 40’ (rig.) Liedholm 87’ Bean |

| Arbitro: | Marchese (Napoli) |

|                          |           |  |
| Nova 1’, 47’ Longoni 64’ | Marcatori |  |

| Arbitro: | Angelini (Firenze) |

|                              |           |  |
| Perani 43’ Tortul 75’ (Rig.) | Marcatori |  |

#### Girone di ritorno
| Arbitro: | Rebuffo (Milano) |

|                    |           |                               |
| Mialich 50’ (aut.) | Marcatori | 17’ Cervellati 62’, 70’ Renna |

| Arbitro: | Liverani (Torino) |

|                             |           |           |
| Pascutti 42’, 46’ Renna 80’ | Marcatori | 87’ Leoni |

| Arbitro: | De Marchi (Pordenone) |

|                               |           |               |
| Hamrin 4’ (rig.) Lojacono 79’ | Marcatori | 53’ Pivatelli |

| Arbitro: | Sbardella (Roma) |

|                           |           |            |
| Pivatelli 51’ Demarco 90’ | Marcatori | 56’ Oldani |

| Arbitro: | Lo Bello (Siracusa) |

|              |           |                |
| Buglioni 59’ | Marcatori | 62’ Cervellati |

| Arbitro: | Babini (Ravenna) |

|                         |           |                                  |
| Pivatelli 53’ Renna 63’ | Marcatori | 6’ Morbello 18’ Massei 90’ Rossi |

| Palermo 27 marzo 1960 24ª giornata | Palermo           | 0 – 0 | Bologna | Stadio La Favorita\| Arbitro: \| Liverani (Torino) \| |
| Arbitro:                           | Liverani (Torino) |       |         |                                                       |

| Arbitro: | De Marchi (Pordenone) |

|                                |           |  |
| Charles 30’, 56’ Stacchini 51’ | Marcatori |  |

| Arbitro: | Samani (Trieste) |

|  |           |            |
|  | Marcatori | 32’ Toschi |

| Arbitro: | Cariani (Roma) |

|             |           |  |
| Campana 73’ | Marcatori |  |

| Arbitro: | Angelini (Firenze) |

|           |           |             |
| Conti 16’ | Marcatori | 30’ Campana |

| Arbitro: | Stanzione (Salerno) |

|                         |           |             |
| Pivatelli 28’, 69’, 75’ | Marcatori | 63’ Orlando |

| Arbitro: | Righi (Milano) |

|                         |           |  |
| Campana 25’ Demarco 61’ | Marcatori |  |

| Arbitro: | Adami (Roma) |

|                                |           |  |
| Postiglione 34’ Di Giacomo 71’ | Marcatori |  |

| Arbitro: | Francescon (Padova) |

|                       |           |                         |
| Galli 8’ Altafini 53’ | Marcatori | 67’ Demarco 76’ Campana |

| Arbitro: | Leita (Udine) |

|                                                         |           |  |
| Fascetti 21’ Demarco 35’ Campana 70’, 86’ Pivatelli 89’ | Marcatori |  |

| Arbitro: | Orlandini (Roma) |

|                          |           |                    |
| Tumburus 53’ Demarco 87’ | Marcatori | 20’, 69’ Brighenti |

### Coppa Italia
| Arbitro: | Leita (Udine) |

|             |           |  |
| Campana 31’ | Marcatori |  |

| Arbitro: | Angelini (Firenze) |

|                             |           |                                                    |
| Janich 76’ (aut.) Renna 84’ | Marcatori | 38’ (rig.) Carradori 87’ (rig.) Pozzan 108’ Mattei |

### Coppa Mitropa
| Arbitro: | Stoll |

|                |           |                            |
| Cervellati 43’ | Marcatori | 32’, 54’ Papec 77’ Šenauer |

| Arbitro: | Steiner |

|                |           |  |
| Ognjanović 44’ | Marcatori |  |

### Coppa dell'Amicizia
| Arbitro: | Grignani |

|                                     |           |                                          |
| Costantini 29’ Askebi 66’ Skiba 82’ | Marcatori | 9’, 15’ Demarco 60’ Veronesi 69’ Bonfada |

| Arbitro: | Leqesne |

|                          |           |                 |
| Bonfada 24’ Veronesi 88’ | Marcatori | 58’, 78’ Askebi |

## Statistiche

### Statistiche di squadra
| Competizione        | Punti | In casa | In casa | In casa | In casa | In casa | In casa | In trasferta | In trasferta | In trasferta | In trasferta | In trasferta | In trasferta | Totale | Totale | Totale | Totale | Totale | Totale | DR |
| Competizione        | Punti | G       | V       | N       | P       | Gf      | Gs      | G            | V            | N            | P            | Gf           | Gs           | G      | V      | N      | P      | Gf     | Gs     | DR |
| ------------------- | ----- | ------- | ------- | ------- | ------- | ------- | ------- | ------------ | ------------ | ------------ | ------------ | ------------ | ------------ | ------ | ------ | ------ | ------ | ------ | ------ | -- |
| Serie A             | 36    | 17      | 11      | 2       | 4       | 36      | 19      | 17           | 3            | 6            | 8            | 14           | 23           | 34     | 14     | 8      | 12     | 50     | 42     | +8 |
| Coppa Italia        | -     | 2       | 1       | 0       | 1       | 3       | 3       | 0            | 0            | 0            | 0            | 0            | 0            | 2      | 1      | 0      | 1      | 3      | 3      | 0  |
| Coppa Mitropa       | -     | 1       | 0       | 0       | 1       | 1       | 3       | 1            | 0            | 0            | 1            | 0            | 1            | 2      | 0      | 0      | 2      | 1      | 4      | -3 |
| Coppa dell'Amicizia | 3     | 1       | 0       | 1       | 0       | 2       | 2       | 1            | 1            | 0            | 0            | 4            | 3            | 2      | 1      | 1      | 0      | 6      | 5      | +1 |
| Totale              | -     | 21      | 12      | 3       | 6       | 42      | 27      | 19           | 4            | 6            | 9            | 18           | 27           | 40     | 16     | 9      | 15     | 60     | 54     | +6 |

### Statistiche dei giocatori
Nel conteggio dei gol realizzati in campionato si aggiunga una autorete a favore.
| Giocatore     | Serie A  | Serie A | Coppa Italia | Coppa Italia | Coppa Mitropa | Coppa Mitropa | Totale   | Totale |
| Giocatore     | Presenze | Reti    | Presenze     | Reti         | Presenze      | Reti          | Presenze | Reti   |
| ------------- | -------- | ------- | ------------ | ------------ | ------------- | ------------- | -------- | ------ |
| A. Santarelli | 31       | -38     | 1            | -0           | -             | -             | 32       | -38    |
| A. Giorcelli  | 3        | -4      | 1            | -3           | 2             | -4            | 6        | -11    |
| P. Tumburus   | 21       | 1       | 1            | 0            | -             | -             | 22       | 1      |
| M. Pavinato   | 32       | 0       | 1            | 0            | 2             | 0             | 35       | 0      |
| G. Mialich    | 32       | 0       | 2            | 0            | -             | -             | 34       | 0      |
| B. Rota       | 14       | 0       | 1            | 0            | 2             | 0             | 17       | 0      |
| F. Greco      | 20       | 0       | 1            | 0            | 2             | 0             | 23       | 0      |
| F. Marini     | 3        | 0       | 1            | 0            | -             | -             | 4        | 0      |
| B. Capra      | 14       | 0       | 1            | 0            | -             | -             | 15       | 0      |
| G. Bulgarelli | 13       | 0       | 1            | 0            | -             | -             | 14       | 0      |
| E. De Marco   | 29       | 8       | 1            | 0            | -             | -             | 30       | 8      |
| R. Fogli      | 29       | 0       | 1            | 0            | -             | -             | 30       | 0      |
| E. Fascetti   | 10       | 1       | 2            | 0            | 2             | 0             | 14       | 1      |
| G. Pivatelli  | 31       | 14      | 2            | 0            | -             | -             | 33       | 14     |
| S. Campana    | 26       | 10      | 2            | 1            | 1             | 0             | 29       | 11     |
| C. Cervellati | 24       | 2       | 1            | 0            | 1             | 1             | 26       | 3      |
| E. Pascutti   | 18       | 8       | 1            | 0            | -             | -             | 19       | 8      |
| A. Renna      | 24       | 5       | 1            | 1            | 2             | 0             | 27       | 6      |
| C. Furlanis   | -        | -       | -            | -            | 2             | 0             | 2        | 0      |
| C. Veronesi   | -        | -       | -            | -            | 2             | 0             | 2        | 0      |
| B. Nardi      | -        | -       | -            | -            | 2             | 0             | 2        | 0      |
| Bonfada       | -        | -       | -            | -            | 1             | 0             | 1        | 0      |
| M. Rossini    | -        | -       | -            | -            | 1             | 0             | 1        | 0      |